# آنگلو-ساکسون پترولیوم
آنگلو-ساکسون پترولیوم (انگلیسی: Anglo-Saxon Petroleum) شرکت نفت بریتانیایی است، که در سال ۱۹۰۷ تأسیس شد.